# 1990–1994 közötti magyar országgyűlési képviselők listája
Az 1990–1994 közötti parlamenti ciklus országgyűlési képviselőinek listája frakció-hovatartozás szerint.

## Tisztségviselők
Az Országgyűlés elnöke:
- Göncz Árpád,[1] SZDSZ (1990. augusztus 3-áig)
- Szabad György,[2] MDF (1990. augusztus 4-étől)

Az Országgyűlés alelnökei:
- Dornbach Alajos, SZDSZ (1990. augusztus 4-étől)
- Szabad György, MDF (1990. augusztus 3-áig)
- Szűrös Mátyás, MSZP
- Vörös Vince, FKGP, majd EKGP

## Frakcióvezetők
- MDF: Kónya Imre (1993. december 20-áig), Kulin Ferenc (1993. december 21-étől)
- SZDSZ: Tölgyessy Péter (1991. január 18-áig), Tardos Márton (1993. május 31-éig), Kuncze Gábor (1993. június 1-jétől)
- MSZP: Pozsgay Imre (1990. október 31-éig), Gál Zoltán (1990. november 1-jétől)
- KDNP: Füzessy Tibor (1992. június 17-éig), Csépe Béla (1992. június 24-étől)
- Fidesz: Orbán Viktor (1993. május 31-ig), Kövér László (1993. június 1-jétől)
- FKGP: Torgyán József (1992. február 23-áig)
- EKGP: Böröcz István (1992. szeptember 27-étől)
- MIÉP: Horváth Lajos (1993. július 5-étől)
- függetlenek: Fodor István[3]

## Képviselők

### MDF
| - Andrásfalvy Bertalan (Baranya megye 1. vk.) - Antall József (Budapesti területi lista) - Baka András (Budapesti területi lista), - Bakó Lajos (Győr-Moson-Sopron megyei 2. vk.) - Balázsi Tibor (Borsod-Abaúj-Zemplén megyei 1. vk.) - Balla Gábor Tamás (Budapest 25. vk.) - Balogh János (Győr-Moson-Sopron megye 5. vk.) - Balsai István (Országos lista) - Bánffy György (Budapest 1. vk.) - Baranyai Miklós (Heves megye 3. vk.) - Becker Pál (Pest megye 5. vk.) - Bethlen István (Budapesti területi lista) - Bilecz Endre (Nógrád megyei területi lista) - Bíró Ferenc (Baranya megyei területi lista) - Bod Péter Ákos (Veszprém megyei területi lista) - Bogár László (Borsod-Abaúj-Zemplén megyei területi lista) - Bogárdi Zoltán (Pest megye 1. vk.) - Botos Katalin (Budapesti területi lista) - Bratinka József (Csongrád megye 3. vk.) - Csapody Miklós (Budapest 15. vk.) - Csengey Dénes (Zala megyei területi lista) - Csizmadia István (Veszprém megye 4. vk.) - Csóti György (Országos lista) - Dávid Ibolya (Tolna megye 5. vk.) - Dobos Krisztina (Budapesti területi lista) - Dobos László (Budapest 14. vk.) - Farkas Gábor (Pest megye 6. vk.) - Fejes Attila (Hajdú-Bihar megye 1. vk.) - Fekete György (Budapesti területi lista) - Fekete Gyula (Budapest 5. vk.) - Fekete Pál (Bács-Kiskun megye 5. vk.) - Figler János (Tolna megye 2. vk.) - Fodor András Attila (Budapest 28. vk.) - Für Lajos (Vas megyei területi lista) - Gaál Antal (Somogy megye 4. vk.) - Gömbös Ferenc (Vas megye 4. vk.) - Grezsa Ferenc (Csongrád megyei területi lista) - Gyarmati Dezső (Országos lista) - Gyurkó János (Budapest 30. vk.) - Hoppa József (Baranya megye 4. vk.) - Horváth Balázs (Veszprém megye 6. vk.) - Horváth Béla (Budapest 18. vk.) - Horváth József (Komárom-Esztergom megyei területi lista) - Horváth Miklós (Fejér megye 2. vk.) - Hörcsik Richárd (Borsod-Abaúj-Zemplén megyei területi lista) - Illéssy István (Fejér megye 3. vk.) - Jakab Ferenc (Szabolcs-Szatmár-Bereg megye 5. vk.) - Jávor Károly (Pest megye 9. vk.) - Józsa Fábián (Bács-Kiskun megye 1. vk.) - Kálmán Attila (Komárom-Esztergom megye 2. vk.) - Kánya Gábor (Bács-Kiskun megye 3. vk.) - Kapronczay József (Baranya megye 7. vk.) - Karsai Péter (Bács-Kiskun megye 10. vk.) - Kátay Zoltán (Budapest 17. vk.) - Katona Tamás (Pest megye 2. vk.) - Kelemen András (Fejér megyei területi lista) - Keresztes K. Sándor (Győr-Moson-Sopron megyei területi lista) - Kéri Kálmán (Országos lista) - Kincses Gyula (Hajdú-Bihar megyei területi lista) - Kis Gyula József (Budapesti területi lista) - Kiss György (Borsod-Abaúj-Zemplén megye 4. vk.) - Komor Sándor (Hajdú-Bihar megye 4. vk.) - Kónya Imre (Pest megyei területi lista) - Kónyáné Kutrucz Katalin (Országos lista) - Kószó Péter (Csongrád megyei területi lista) - Kovács László (Pest megye 8. vk.) - Kozma Huba (Bács-Kiskun megyei területi lista) - Kulin Ferenc (Pest megyei területi lista) - Kulin Sándor (Pest megye 16. vk.) - Markó István (Békés megyei területi lista) - Marx Gyula (Zala megyei területi lista) - Medgyasszay László (Győr-Moson-Sopron megye 1. vk.) | - Mészáros László (Veszprém megyei területi lista) - Mészáros Péter (Budapest 32. vk.) - Mezey Károly (Szabolcs-Szatmár-Bereg megye 7. vk.) - Mihály Zoltán (Csongrád megye 7. vk.) - Mile Lajos (Borsod-Abaúj-Zemplén megye 3. vk.) - Molnár István (Jász-Nagykun-Szolnok megye 5. vk.) - Nagy István (Szabolcs-Szatmár-Bereg megyei területi lista) - Nagy-Bozsoky József (Borsod-Abaúj-Zemplén megye 10. vk.) - Nyerges Tibor (Tolna megyei területi lista) - Palkovics Imre (Veszprém megyei területi lista) - Pál József (Nógrád megyei területi lista) - Pánczél Gyula (Bács-Kiskun megyei területi lista) - Pap András (Baranya megye 2. vk.) - Papp Lehel György (Csongrád megye 5. vk.) - Papp Sándor (Veszprém megye 7. vk.) - Perjés Gábor (Budapest 16. vk.) - Pesti Ferenc (Borsod-Abaúj-Zemplén megye 13. vk.) - Petronyák László (Jász-Nagykun-Szolnok megye 4. vk.) - Póda Jenő (Csongrád megyei területi lista) - Pokorny Endre (Heves megyei területi lista) - Pongrácz József (Heves megye 5. vk.) - Pusztai Erzsébet (Veszprém megye 1. vk.) - Raffay Ernő (Csongrád megye 1. vk. - Remport Katalin (Békés megye 7. vk.) - Roszík Gábor (Pest megye 4. vk.) - Rudics Róbert (Zala megye 4. vk.) - Salamon László (Országos lista) - Sándorfi György (Budapesti területi lista) - Sápi József (Hajdú-Bihar megye 5. vk.) - Sárossy László (Budapest 4. vk.) - Schamschula György (Budapest 7. vk.) - Schmidt Ferenc (Veszprém megye 5. vk.) - Siklós Csaba (Budapest 3. vk.) - Somogyi Tamás (Budapest 10. vk.) - Sóvágó László (Hajdú-Bihar megye 7. vk.) - Speidl Zoltán (Nógrád megye 1. vk.) - Szabad György (Budapesti területi lista) - Szabó Iván (Budapest 12. vk.) - Szabó János (Jász-Nagykun-Szolnok megye 8. vk.) - Szabó Lajos (Jász-Nagykun-Szolnok megye 7. vk.) - Szabó Tamás (Veszprém megye 2. vk.) - Szarvas Béla (Heves megye 1. vk.) - Szauter Rudolf (Pest megye 10. vk.) - Szeleczky Zoltán (Budapest 27. vk.) - Szendrei László (Szabolcs-Szatmár-Bereg megye 6. vk.) - Szentágothai János (Országos lista) - Székelyhidi László (Győr-Moson-Sopron megye 4. vk.) - Szilassy Géza (Szabolcs-Szatmár-Bereg megye 2. vk.) - Szokolay Zoltán (Békés megye 1. vk.) - Szűcs István (Pest megyei területi lista) - Szűcs M. Sándor (Szabolcs-Szatmár-Bereg megye 8. vk.) - Takács Péter (Szabolcs-Szatmár-Bereg megye 1. vk.) - Takácsy Gyula (Budapesti területi lista) - Tarnóczky Attila (Zala megye 2. vk.) - Ternák Gábor (Tolna megye 1. vk.) - Tóth Albert (Borsod-Abaúj-Zemplén megyei területi lista) - Tóth Albert József (Jász-Nagykun-Szolnok megye 6. vk.) - Tóth Imre László (Borsod-Abaúj-Zemplén megye 12. vk.) - Tóth István (Borsod-Abaúj-Zemplén megye 7. vk.) - Tóth Tihamér (Zala megye 5. vk.) - Török Gábor (Pest megye 7. vk.) - Varga János (Országos lista) - Varsányi András (Fejér megye 7. vk.) - Várkonyi István (Szabolcs-Szatmár-Bereg megye 3. vk.) - Vékony Miklós (Szabolcs-Szatmár-Bereg megyei területi lista) - Vizy Béla (Budapest 29. vk.) - Vona Ferenc (Pest megye 13. vk.) - Zétényi Zsolt (Országos lista) - Zimányi Tibor (Országos lista) - Zsebők Lajos (Fejér megye 5. vk.) - Zsigmond Attila (Budapest 2. vk.) - Zsupos Lajos (Hajdú-Bihar megye 8. vk.) |

### SZDSZ
| - Ábrahám Tibor (Pest megyei területi lista) - Andriska Géza (Bács-Kiskun megye 7. vk.) - Arató Géza (Komárom-Esztergom megye 5. vk.) - Béki Gabriella (Országos lista) - Bretter Zoltán (Baranya megye 3. vk.) - Büky Dorottya (Országos lista) - Danis György (Országos lista) - Darvas Iván (Budapest 19. vk.) - Deák Sándor (Komárom-Esztergom megye 3. vk.) - Demszky Gábor (Budapest 9. vk.) - Derdák Tibor (Országos lista) - Dornbach Alajos (Budapesti területi lista) - Eörsi Mátyás (Budapesti területi lista) - Fáklya Csaba (Fejér megyei területi lista) - Fazekas Zoltán (Győr-Moson-Sopron megyei területi lista) - Ficzere Mátyás (Somogy megyei területi lista) - Fodor Tamás (Jász-Nagykun-Szolnok megyei területi lista) - Freund Tamás (Országos lista) - Futaki Géza (Békés megyei területi lista) - Gaál Gyula (Budapesti területi lista) - Getto József (Országos lista) - Göncz Árpád (Budapesti területi lista) - Gulyás József (Országos lista) - Hack Péter (Budapesti területi lista) - Hága Antónia (Országos lista) - Hajdú Zoltán (Fejér megye 6. vk.) - Halda Alíz (Országos lista) - Hankó Faragó Miklós (Vas megye 1. vk.) - Haraszti Miklós (Budapest 11. vk.) - Hatvani Zoltán (Borsod-Abaúj-Zemplén megye 8. vk.) - Havas Gábor (Országos lista) - Hodosán Róza (Hajdú-Bihar megyei területi lista) - Horváth Aladár (Országos lista) - Horváth Vilmos (Vas megye 3. vk.) - Iványi Gábor (Budapesti területi lista) - Juhász Pál (Borsod-Abaúj-Zemplén megyei területi lista) - Kádár Iván (Országos lista) - Kertész Zoltán (Győr-Moson-Sopron megyei területi lista) - Király Béla (Somogy megye 1. vk.) - Kis Zoltán (Jász-Nagykun-Szolnok megye 1. vk.) - Kiss Róbert (Pest megye 3. vk.) - Komenczi Bertalan (Heves megye 4. vk.) - Kóródi Mária (Pest megyei területi lista) - Kőszeg Ferenc (Fejér megyei területi lista) | - Kuncze Gábor (Pest megye 12. vk.) - Laborczi Géza (Szabolcs-Szatmár-Bereg megyei területi lista) - Lotz Károly (Budapest 31. vk.) - Mádai Péter (Országos lista) - Magyar Bálint (Budapest 21. vk.) - Matyi László (Borsod-Abaúj-Zemplén megyei területi lista) - Mécs Imre (Budapest 23. vk.) - Mészáros Béla (Vas megye 5. vk.) - Mészáros István László (Országos lista) - Monostori Endre (Vas megyei területi lista) - Nádori László (Tolna megyei területi lista) - Nagy András (Bács-Kiskun megye 9. vk.) - Novák Rudolf (Heves megyei területi lista) - Páris András (Somogy megye 3. vk.) - Pelcsinszki Boleszláv (Békés megye 4. vk.) - Pető Iván (Budapest 22. vk.) - Polyák Sándor (Országos lista) - Rab Károly (Győr-Moson-Sopron megye 3. vk.) - Rácskay Jenő (Vas megye 2. vk.) - Ráday Mihály (Baranya megyei területi lista) - Raj Tamás (Országos lista) - Rajk László (Budapest 20. vk.) - Rózsa Edit (Országos lista) - Sarkadiné Lukovics Éva (Békés megye 1. vk.) - Solt Ottilia (Zala megyei területi lista) - Soós Károly Attila (Országos lista) - Szabó Erika (Bács-Kiskun megyei területi lista) - Szabó Miklós (Budapesti területi lista) - Szalay Gábor (Komárom-Esztergom megye 1. vk.) - Szent-Iványi István (Bács-Kiskun megyei területi lista) - Szigethy István (Zala megye 1. vk.) - Szigeti György (Országos lista) - Szőr Gyula (Veszprém megyei területi lista) - Tamás Gáspár Miklós (Csongrád megyei területi lista) - Tardos Márton (Budapesti területi lista) - Tellér Gyula (Országos lista) - Tölgyessy Péter (Komárom-Esztergom megyei területi lista) - Török Ferenc (Budapest 6. vk.) - Vásárhelyi Miklós (Budapesti területi lista) - Vass István (Pest megyei területi lista) - Világosi Gábor (Országos lista) - Wekler Ferenc (Baranya megye 5. vk.) - Werner József (Országos lista) - Zombori Mátyás (Országos lista) |

### MSZP
| - Annus József (Országos lista) - Békesi László (Országos lista) - Bokros Lajos (Budapesti területi lista) - Boros László (Országos lista) - Bossányi Katalin (Országos lista) - Csehák Judit (Országos lista) - Daróczy Zoltán (Hajdú-Bihar megyei területi lista) - Demény Pál (Országos lista) - Filló Pál (Budapest 9. vk.) - Gál Zoltán (Országos lista) - Géczi József Alajos (Országos lista) - Hámori Csaba (Jász-Nagykun-Szolnok megyei területi lista) - Horn Gyula (Somogy megyei területi lista) - Huszár Tibor (Országos lista) - Jakab Róbertné (Országos lista) - Jánosi György (Országos lista) - Katona Béla (Budapesti területi lista) - Keleti György (Komárom-Esztergom megye 3. vk.) - Kiss Péter (Országos lista) - Kósa Ferenc (Szabolcs-Szatmár-Bereg megyei területi lista) - Kósáné Kovács Magda (Országos lista) | - Kovács Jenő (Országos lista) - Kovács László (Országos lista) - Kovács Pál (Fejér megyei területi lista) - Körösfői László (Pest megyei területi lista) - Lakos László (Országos lista) - Nagy Attila (Országos lista) - Nyers Rezső (Budapesti területi lista) - Ormos Mária (Országos lista) - Pál László (Országos lista) - Paszternák László (Budapesti területi lista) - Péli Tamás Károly (Országos lista) - Schiffer János (Budapesti területi lista) - Suchman Tamás (Országos lista) - Szabó György (Borsod-Abaúj-Zemplén megyei területi lista) - Szili Sándor (Országos lista) - Szűrös Mátyás (Hajdú-Bihar megye 6. vk.) - Tabajdi Csaba (Országos lista) - Tompa Sándor (Borsod-Abaúj-Zemplén megyei területi lista) - Vastagh Pál (Békés megyei területi lista) - Vitányi Iván (Országos lista) |

### KDNP
| - Cséfalvay Gyula (Győr-Moson-Sopron megyei területi lista) - Csépe Béla (Országos lista) - Eke Károly (Csongrád megye 4. vk.) - Füzessy Tibor (Országos lista) - Gali Ákos (Hajdú-Bihar megye 2. vk.) - Gáspár Miklós (Országos lista) - Giczy György (Országos lista) - Hasznos Miklós (Pest megyei területi lista) - Herczeg János (Nógrád megyei területi lista) - Horváth Tivadar (Győr-Moson-Sopron megye 6. vk.) - Inotay Ferenc (Országos lista) - Isépy Tamás (Borsod-Abaúj-Zemplén megyei területi lista) | - Juhász Péter (Nógrád megye 3. vk.) - Kádár Péter (Békés megye 2. vk.) - Karcsay Sándor (Országos lista) - Keresztes Sándor (Budapesti területi lista) - Kovács Gábor (Nógrád megye 4. vk.) - Lukács Tamás (Heves megyei területi lista) - Lukáts Miklós (Országos lista) - Mózs József (Fejér megye 1. vk.) - Pálos Miklós (Tolna megyei területi lista) - Seszták László (Szabolcs-Szatmár-Bereg megyei területi lista) - Surján László (Budapesti területi lista) - Tóth Sándor (Nógrád megye 2. vk.) |

### Fidesz
| - Áder János (Országos lista) - Deutsch Tamás (Budapesti területi lista) - Elek István (Heves megye 6. vk.) - Fodor Gábor (Budapesti területi lista) - Frajna Imre (Országos lista) - Glattfelder Béla (Országos lista) - Hegedűs István (Országos lista) - Horváth László (Heves megyei területi lista) - Katona Kálmán (Budapest 8. vk.) - Kósa Lajos (Országos lista) - Kövér László (Veszprém megye 3. vk.) - Mádi László (Szabolcs-Szatmár-Bereg megyei területi lista) - Molnár Péter (Országos lista) - Nagy Gábor Tamás (Budapesti területi lista) - Németh Zsolt (Budapesti területi lista) | - Orbán Viktor (Pest megyei területi lista) - Pap János (Győr-Moson-Sopron megyei területi lista) - Répássy Róbert (Országos lista) - Rockenbauer Zoltán (Országos lista) - Sasvári Szilárd (Országos lista) - Szájer József (Győr-Moson-Sopron 7. vk.) - Szelényi Zsuzsanna (Veszprém megyei területi lista) - Tirts Tamás (Országos lista) - Trombitás Zoltán (Országos lista) - Ungár Klára (Országos lista) - Urbán László (Országos lista) - Varga Mihály (Országos lista) - Wachsler Tamás (Borsod-Abaúj-Zemplén megyei területi lista) - Weszelovszky Zoltán (Budapesti területi lista) |

### EKGP (korábban 36-ok)
(1991-ben "36-ok" néven kivált FKGP-s képviselők saját csoportot alakítottak, mely 1992. február 24-én felvette az EKGP nevet)
| - Balogh György (Budapesti területi lista) - Bárdos Balázs (Borsod-Abaúj-Zemplén megye 5. vk.) - Bejczy Sándor (Országos lista) - Bélafi Antal (Veszprém megyei területi lista) - Böröcz István (Baranya megyei területi lista) - Dragon Pál (Országos lista) - Gerbovits Jenő (Országos lista) - Hajdú Istvánné (Országos lista) - Horváth László (Bács-Kiskun megye 8. vk.) - Kapitány Ferenc (Országos lista) - Kocsenda Antal (Bács-Kiskun megyei területi lista) - Kósa András (Bács-Kiskun megyei területi lista) - Kovács Béla (Hajdú-Bihar megyei területi lista) - Kováts László (Országos lista) - Lakatos Józsefné (Országos lista) - Mizsei Béla (Jász-Nagykun-Szolnok megye 2. vk.) - Nagy Ferenc József (Baranya megye 6. vk.) - Nagy Varga Dezső (Országos lista) - Németh Béla (Somogy megyei területi lista) | - Oláh Sándor (Országos lista) - Ómolnár Miklós (Országos lista) - Pásztor Gyula (Békés megye 3. vk.) - Pintér István (Csongrád megyei területi lista) - Pintér József (Fejér megyei területi lista) - Pohankovics István (Bács-Kiskun megye 6. vk.) - Prepeliczay István (Pest megyei területi lista) - Rajkai Zsolt (Borsod-Abaúj-Zemplén megyei területi lista) - Sipos Imre (Somogy megye 6. vk.) - Szabó János (Győr-Moson-Sopron megyei területi lista) - Szabó Lajos (Országos lista) - Szabó Lajos (Csongrád megye 6. vk.) - Tarján Lászlóné (Somogy megye 2. vk.) - Tóth Imre (Országos lista) - Ugrin Emese (Országos lista) - Vincze Kálmán (Jász-Nagykun-Szolnok megyei területi lista) - Vörös Vince (Országos lista) - Zsiros Géza (Békés megyei területi lista) |

### FKGP
A frakció szétesése után külön csoportként, de független képviselői státuszban folytatták munkájukat
| - Borz Miklós (Pest megyei területi lista) - Faddi József (Bács-Kiskun megye 4. vk.) - G. Nagyné Maczó Ágnes (Borsod-Abaúj-Zemplén megye 9. vk.) - Győriványi Sándor (Országos lista) - István József (Somogy megye 5. vk.) - Iván Géza (Országos lista) | - Izsó Mihály (Pest megyei területi lista) - Kávássy Sándor (Országos lista) - Rott Nándor (Országos lista) - Sümegi Sándorné (Veszprém megyei területi lista) - Torgyán József (Szabolcs-Szatmár-Bereg megyei területi lista) |

### MIÉP
1993. július 5-én szakadt ki az MDF-frakcióból
| - Bogdán Emil (Fejér megyei területi lista) - Bognár László (Pest megyei területi lista) - Csurka István (Békés megyei területi lista) - Deme Zoltán (Békés megye 5. vk.) - Dénes János (Budapest 26. vk.) - Horváth Lajos (Tolna megye 4. vk.) | - Kelemen József (Heves megye 2. vk.) - Miklós Árpád (Borsod-Abaúj-Zemplén megye 6. vk.) - Móré László (Szabolcs-Szatmár-Bereg megye 9. vk.) - Réti Miklós (Pest megye 15. vk.) - Szabó Lukács (Hajdú-Bihar megyei területi lista) - Tóth-Kurucz János (Komárom-Esztergom megye 4. vk.) |

### Függetlenek
| - Balás István (Borsod-Abaúj-Zemplén megye 2. vk.) - Balogh Gábor (Országos lista) - Barcza Imre (Tolna megye 3. vk.) - Beke Kata (Budapesti területi lista) - Bereczki Vilmos (Országos lista) - Bertha Zoltán (Hajdú-Bihar megyei területi lista) - Czoma László (Zala megye 3. vk.) - Debreczeni József (Bács-Kiskun megye 2. vk.) - Fodor István (Pest megye 14. vk.) - Gadó György (Országos lista) - Halász István (Jász-Nagykun-Szolnok megye 3. vk.) - Ilkei Csaba (Somogy megyei területi lista) - Kállay Kristóf (Szabolcs-Szatmár-Bereg megye 4. vk.) - Király B. Izabella (Pest megyei területi lista) - Király Zoltán (Csongrád megye 2. vk.) | - Kőrösi Imre (Jász-Nagykun-Szolnok megyei területi lista) - Kupa Mihály (Borsod-Abaúj-Zemplén megye 11. vk.) - Molnár Tibor (Hajdú-Bihar megye 9. vk.) - Mózes Mihály (Hajdú-Bihar megye 3. vk.) - Nagy Tamás Gábor (Bács-Kiskun megye 4. vk.) - Németh Miklós (Borsod-Abaúj-Zemplén megye 11. vk.) - Palotás János (Budapest 24. vk.) - Petrenkó János (Borsod-Abaúj-Zemplén megyei területi lista) - Pozsgay Imre (Bács-Kiskun megyei területi lista) - Szél Péter (Pest megye 11. vk.) - Szilasy György (Fejér megye 4. vk.) - Varga Zoltán (Békés megye 6. vk.) - Vargáné Piros Ildikó (Szabolcs-Szatmár-Bereg megye 10. vk.) - Zacsek Gyula (Budapest 13. vk.) |